# NeuroSky
NeuroSky — компания, базируемая в Сан-Хосе, Калифорния, США, под председательством Stanley Yang. Их основная технология — нейро-компьютерный интерфейс.
Электроэнцефалография использует электроды, приложенные к голове, чтобы прочитать мозговые сигналы, слабые электрические нервные импульсы, созданные мыслью или самим психологическим состоянием человека.

## Возможности
NeuroSky публично продемонстрировала две возможности, определяемые их датчиками мозга. Датчики внимания — распознавание того, какую внимательность пользователь ощущает. Датчик мышления — распознавание того, насколько человек задумчив. Они — это два независимых датчика распознавания, таким образом пользователь мог например быть внимательным и задумчивым в одно и то же самое время. Другие датчики мышления, считывает беспокойство и сонливость. В отличие от конкурирующих продуктов, датчики не могут обнаружить сознательные мысли или рассматривать выражения лица, но зато подобные датчики продаются по намного более низкой цене.
NeuroSky создали игру, для демонстрации своего продукта, который позволяет игрокам двигать объектами, такие как автомобили или мебель, концентрируясь на них (внимание), и поднимать объекты, расслабляясь (мышление).

## Технология
NeuroSky не продает непосредственно общественности свои продукты, вместо этого они лицензируют свою технологию (MindKit SDK лицензия) разработчикам, затем продают свои компоненты и наушники имеющим лицензию разработчикам. Компании, которые публично объявили, что они работают с NeuroSky, включают: Sega Toys, Square Enix, Nokia, Uncle Milton,

## Конкуренты
Есть три главных коммерческих конкурента в этой области, кто запустил такие же устройства в продажу:
- Neural Impulse Actuator (2008) — 149$ или меньше.
- Emotiv Systems (2009) — 299$ или меньше.
- Mindball — может быть арендован приблизительно за 20 000$.